# La Tinaja (norra Xilitla kommun)
La Tinaja är en ort i Mexiko.   Den ligger i kommunen Xilitla och delstaten San Luis Potosí, i den centrala delen av landet, 230 km norr om huvudstaden Mexico City. La Tinaja ligger 1 037 meter över havet och antalet invånare är 270.
Terrängen runt La Tinaja är bergig åt nordost, men åt sydväst är den kuperad. Runt La Tinaja är det ganska tätbefolkat, med 160 invånare per kvadratkilometer. Närmaste större samhälle är Xilitla, 9,8 km sydost om La Tinaja. Omgivningarna runt La Tinaja är en mosaik av jordbruksmark och naturlig växtlighet.